# Sant Julià i Santa Basilissa de Corts
Sant Julià i Santa Basilissa de Corts és l'església parroquial del poble de Corts, al municipi de Cornellà del Terri (Pla de l'Estany) inclosa a l'Inventari del Patrimoni Arquitectònic de Catalunya.

## Descripció
L'església de Sant Julià i Santa Basilissa és situada en un petit promontori centrant el veïnat de Corts. El temple que originalment era d'una nau amb absis semicircular, va ser engrandit amb una nova nau al costat de tramuntana en època gòtica. La nau romànica s'estreny vers la capçalera i és coberta amb volta de canó lleugerament apuntada. La nau lateral de dos trams és coberta amb dues voltes de creueria. Els murs són de carreus i a partir d'una certa alçada són acabades amb maçoneria. Aquest canvi de sistema constructiu ve remarcat per una línia d'imposta que apareix a la façana lateral. El campanar de torre té dos nivells d'obertures a cada cara i coberta de quatre vents.
La porta d'accés és romànica consta de dos arcs adovellats en degradació. L'arcada exterior arrenca d'unes mènsules que descansen sobre columnes amb capitells decorats amb un rostre humà, figures animals i motius vegetals. La base de la columna de l'esquerra consta solament de plint i tor. L'altre té una base formada pel plint quadrat, tres tors circulars i una escòcia sota el tor superior. L'ornamentació de les dovelles de l'arc interior presenta medallons amb roses, creus i animals simbòlics. De les quinze dovelles que componen l'arc exterior nou són esculturades, representant figures d'animals diversos i fulles. És destacable la setena dovella, que té toscament esculpit un Crist en majestat clavat a la creu amb quatre claus. Als angles del requadre apareixen el sol i la lluna. La novena dovella presenta un bust humà alat.
És interessant la decoració de la porta de fusta amb ferramenta en espiral i el forrellat de ferro forjat en forma de serp, decoració molt pròpia del romànic.

## Història
L'església és situada en el veïnat del Puig de Sant Julià. No hi ha documentació gaire abundant però se sap que a la segona meitat del segle x hi havia una església dedicada a Sant Julià, que l'any 1102 se'n construí una de nova i que en bona part coincideix amb l'estructura de l'edifici actual.
L'any 1019 l'església de Sant Julià i Santa Basilissa de Corts fou cedida pel Comte Berenguer Ramon I a la canònica de Girona. Aquesta església existia almenys des del segle anterior. Va ser construïda després de la invasió hongaresa dels anys 924-930. L'any 1102 el bisbe de Girona Bernat Umbert donà llicència per a construir l'església de Sant Julià i Santa Basilissa amb el cementiri. L'any 1143 hi va haver una nova dotació de la canònica de Girona i també va ser cedida la parròquia de Corts.